# Clarotes (genre)
Pour les articles homonymes, voir Clarotes.
Genre
Clarotes est un genre de poissons-chats africains de la famille des Claroteidae.

## Liste des espèces
Selon FishBase (29 octobre 2017) et World Register of Marine Species (29 octobre 2017) :
- Clarotes bidorsalis Pellegrin, 1938
- Clarotes laticeps (Rüppell, 1829)